# Johannes Norlander

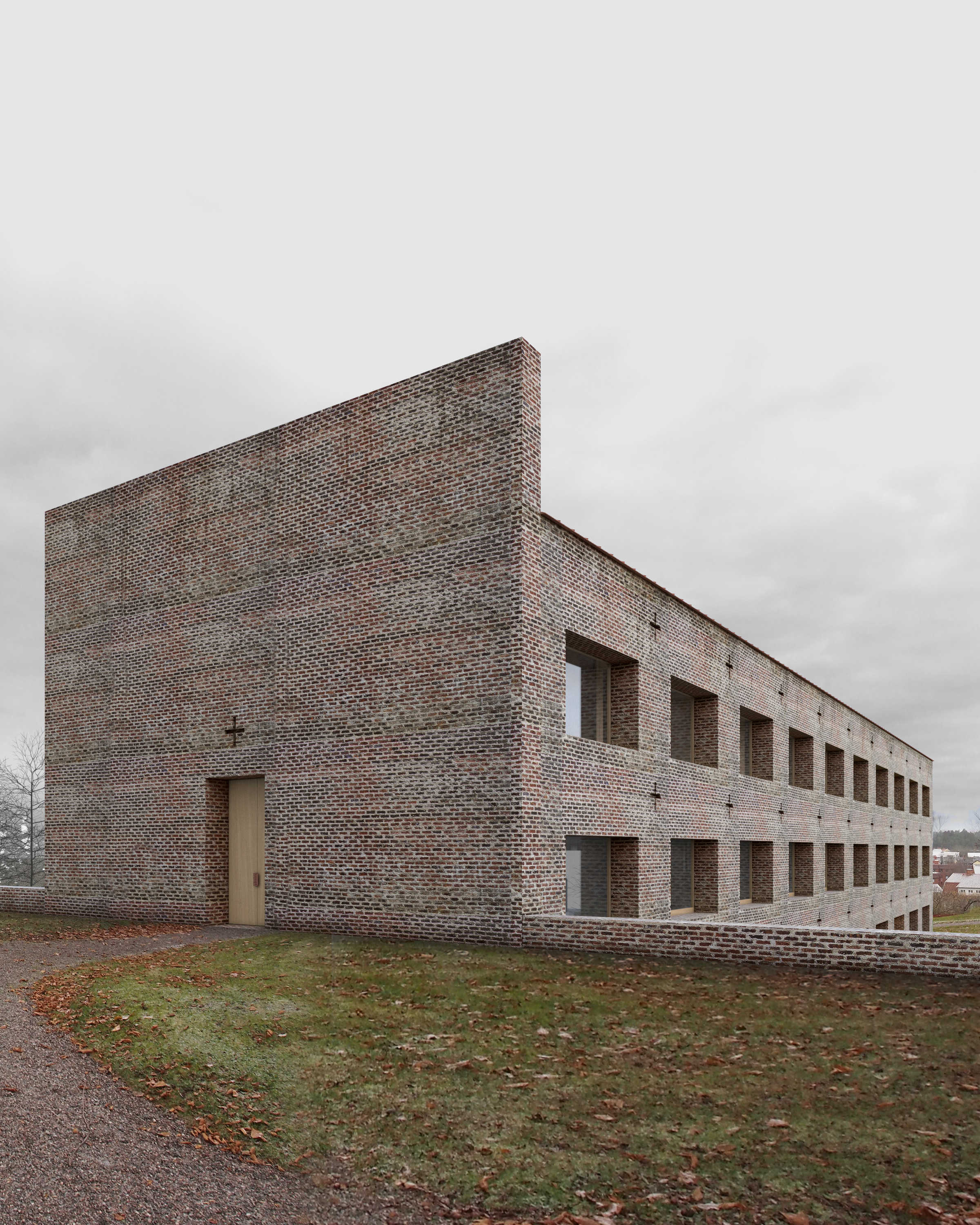
Tävlingsbidraget Flygel till Strängnäs Domkyrka

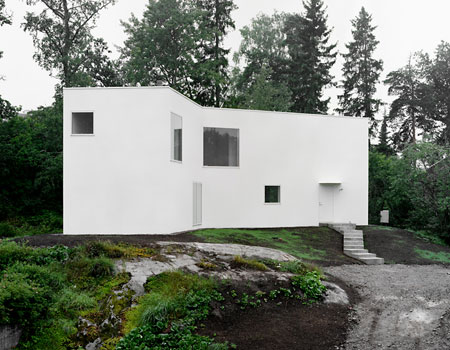
Villa Älta

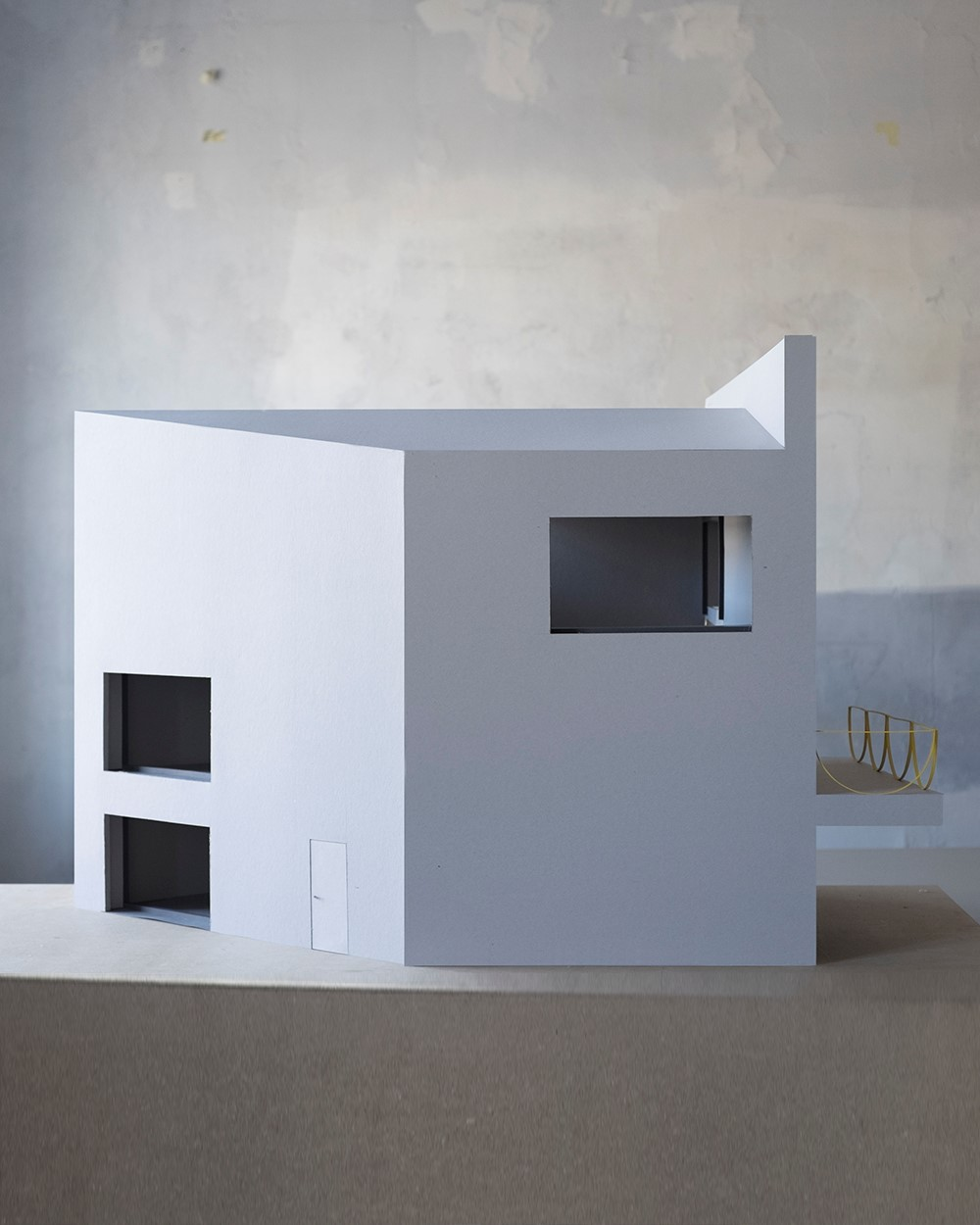
Tävlingsbidrag Hus A

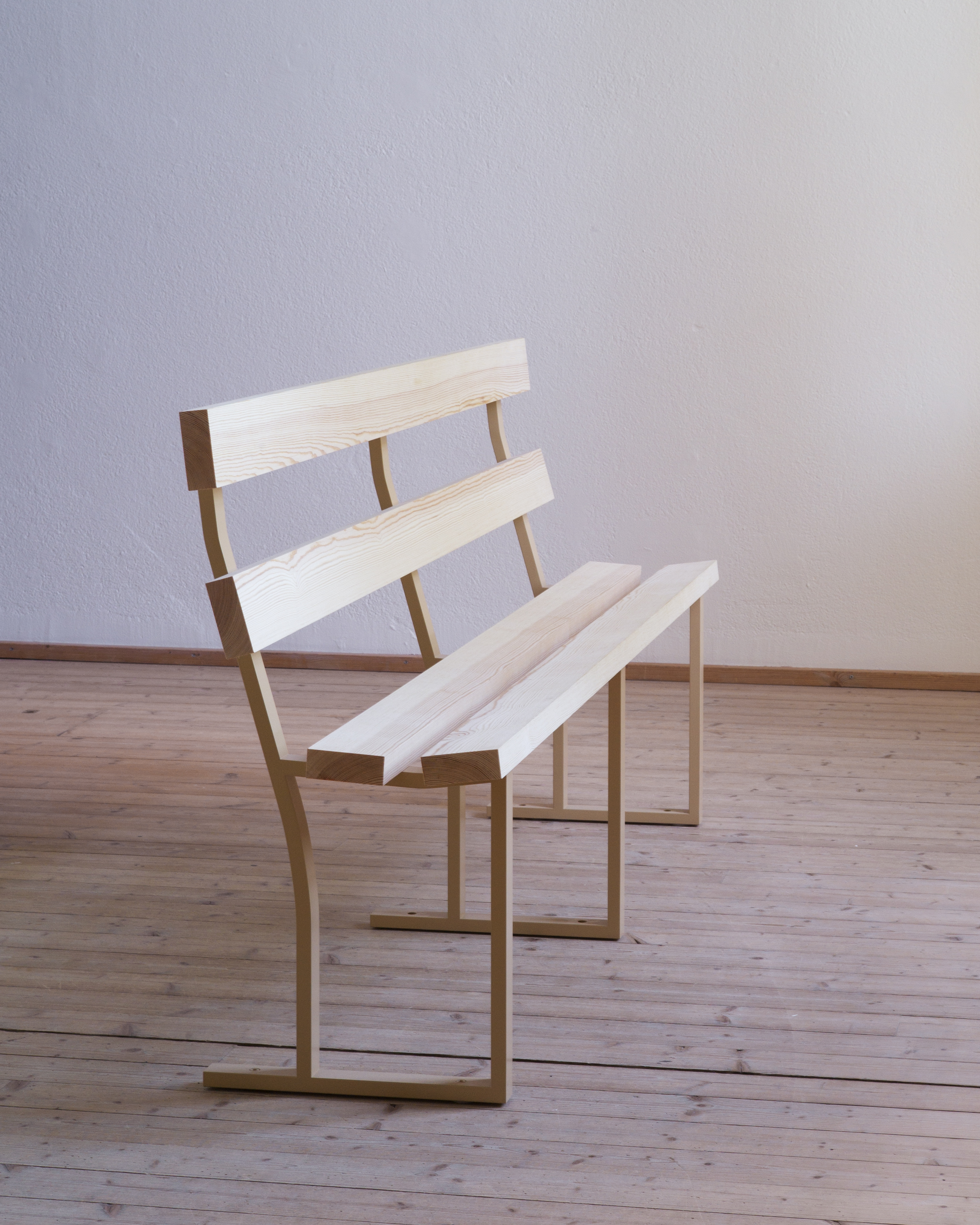
Parkbänk till utställningen Public Luxury på ArkDes

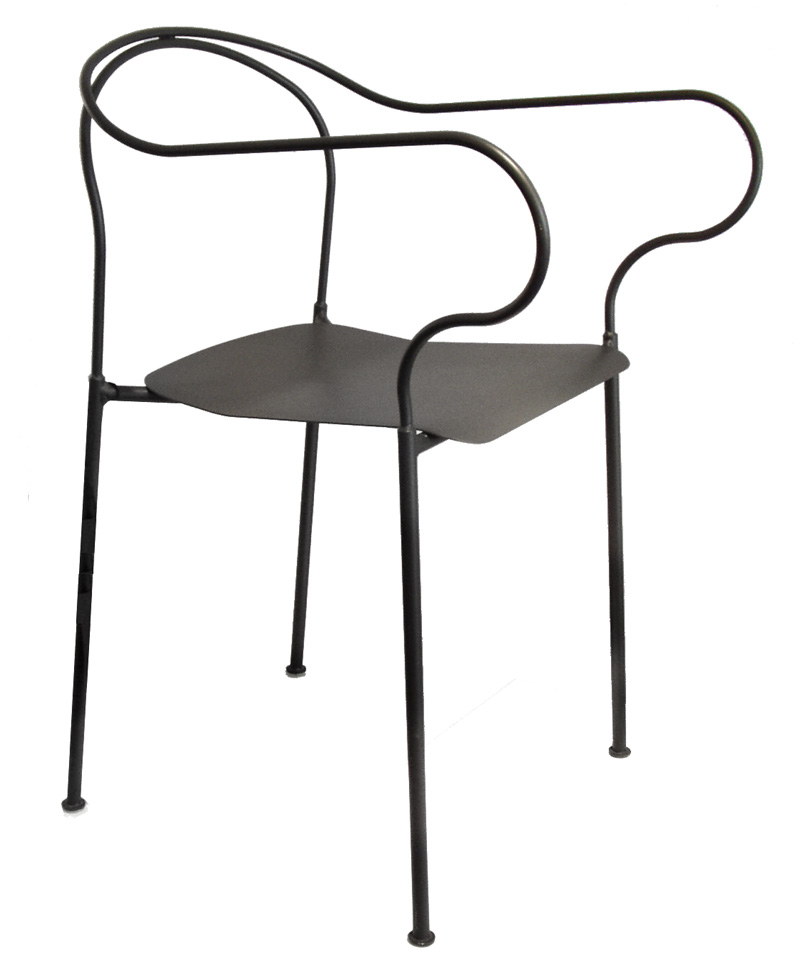
Stolen Kyparn

Johannes Norlander, född 1974 i Lerum, är en svensk möbelformgivare och arkitekt. 

## Karriär
Johannes Norlander utbildade sig till arkitekt på Chalmers tekniska högskola i Göteborg samt på Konstfack. Han uppmärksammades i och med bygget av Villa Älta i Älta utanför Stockholm, 2007. Sedan 2004 driver han Johannes Norlander Arkitektur med kontor i Stockholm och Göteborg. Johannes Norlander tilldelades år 2005 Bruno Mathsson-priset som möbelformgivare, och år 2016 mottog hans kontor Kasper Sahlin-priset för sitt arbete med bostadshuset Studio 1 för HSB i Göteborg.
År 2015 vann hans kontor den internationella tävlingen om en tillbyggnad till Handelshögskolan i Göteborg med förslaget Annex, byggstart är beräknad till år 2021. Kontoret arbetar även med möbelformgivning och internationella bostadsprojekt.
År 2018 valdes Johannes Norlander in som ledamot i Konstakademien.

## Byggnader
- 2001: Moncler Store, Sankt Moritz
- 2007: Villa Älta, Stockholm
- 2010: Haus Tumle, Göteborg
- 2010–2011: Haus Morran, Brännö
- 2014: Eight Houses for the Isle of Harris tillsammans med Raphael Zuber, Pascal Flammer, Angela Deuber, Christ & Gantenbein, Neil Gillespie och Raumbureau (organiserat av Samuel Penn)
- 2016: Eight Houses Studio 1, Göteborg
- 2016–2021: Blok 16, Antwerpen